# 脱解尼師今
脱解尼師今（だっかい にしきん、タルヘ/タレ イサグム）は、新羅の第4代の王（在位:57年 - 80年）で、姓は昔（ソク）、名は脱解（タルヘ/タレ）。吐解尼師今（とかい にしきん、토해 이사금、トヘ・イサグム）とも記される。第2代の南解次次雄の娘の阿孝夫人の婿。新羅の王族3姓（朴・昔・金）のうちの昔氏始祖。

## 出自
倭国の東北一千里のところにある多婆那国で誕生したこと、脱解が船で渡来した人物であることを示す挿話などと併せて、出生地を日本列島内に所在すると見る向きが多く、丹波国、但馬国、肥後国玉名郡、周防国佐波郡などに比定する説がある
このほかに 『三国遺事』の龍城国をアイヌの部族国家とするアイヌ系説もある。

## 即位まで（誕生説話）
『三国史記』新羅本紀・脱解尼師今紀は、誕生及び即位については以下のように記している。
倭国の東北一千里のところにある多婆那国で王が女人国（不明）の王女を妻に迎えて王妃とした(当時の倭は九州周辺であり、そこから東北千里＝400kmのため多婆那国は現在の兵庫県から福井県辺りとなる)。王妃は妊娠してから7年の後に大きな卵を生んだ。王は王妃に向かって、人でありながら卵を生むというのは不吉であり、卵を捨て去るように言った。しかし王妃は卵を捨てることに忍びず、卵を絹に包んで宝物と一緒に箱に入れて海に流した。やがて箱は金官国に流れ着いたが、その国の人々は怪しんで箱を引き上げようとはしなかった。箱はさらに流れて、辰韓の阿珍浦（慶尚北道慶州市）の浜辺に打ち上げられた。そこで老婆の手で箱が開けられ、中から一人の男の子が出てきた。このとき、新羅の赫居世居西干の39年（紀元前19年）であったという。老婆がその男の子を育てると、成長するにしたがって風格が優れ、知識が人並みならぬものになった。長じて、第2代南解次次雄5年（8年）に南解次次雄の娘を娶り、10年には大輔の位について軍事・国政を委任された。南解次次雄が死去したときに儒理尼師今に王位を譲られかけたが、「賢者は歯の数が多い」という当時の風説を元に餅を噛んで歯型の数を比べ、儒理尼師今に王位を継がせた。儒理尼師今が57年10月に死去したときには、王（儒理尼師今）の遺命に従って脱解が王位についた。

## 姓名の由来
『三国遺事』によるとはじめ姓名がわからなかったので、箱が流れ着いたときに鵲（カササギ）がそばにいたことから鵲の字を略して「昔」を姓とし、箱を開いて生まれ出てきたことから「脱解」を名とした、という。

## 治世
百済の多婁王と蛙山城（忠清北道報恩郡）をめぐって度々戦争があった。また73年、倭人が木出島に進入してきたが、角干（1等官の伊伐飡の別名）の羽烏を派遣したが勝てず、羽烏は戦死した。77年には伽耶と戦って大勝した阿飡（6等官）の吉門を波珍飡（4等官）に引き上げた。
65年には後の金氏王統の始祖となる金閼智（第13代味鄒尼師今の7世祖）を瓠公が発見し、跡継ぎとして養育することとなった。実際には脱解尼師今の後は儒理尼師今の子が王位を継いで婆娑尼師今となり、儒理尼師今系の4人の王の後で脱解尼師今の孫が伐休尼師今が王位につくという複雑な継承となり、金氏の王統が直ちに立てられたわけではなかった。詳細は朝鮮の君主一覧#新羅の王系図参照。
在位24年にして80年8月に死去し、首都金城（慶州市）の北壌井丘に葬られた。

## 登場作品
- 『鉄の王 キム・スロ』（MBC、2010年）演：シン・ドンギ→イ・ピルモ